# Nereis marioni
Nereis marioni är en ringmaskart som beskrevs av Jean Victor Audouin och Milne Edwards 1833. Nereis marioni ingår i släktet Nereis och familjen Nereididae. Inga underarter finns listade i Catalogue of Life.